# Botón (informática)
En informática un botón es una metáfora común, utilizada en interfaces gráficas con objetivo similar al de un botón corriente. Los botones suelen ser representados como rectángulos con una leyenda o icono dentro, generalmente con efecto de relieve.

## Descripción general
Un botón típico es un rectángulo o un rectángulo redondeado, más ancho que alto, con un título descriptivo en su centro. El método más común para presionar un botón es hacer clic en él con un puntero controlado por un mouse , pero se pueden usar otras entradas, como las pulsaciones de tecla, para ejecutar el comando de un botón. Sin embargo, un botón no siempre está restringido a una forma rectangular. El único requisito de la interacción del botón es que el usuario puede ejecutar un comando mediante una acción de clic . Así, las imágenes y las áreas de fondo se pueden programar como botones. Cuando se presionan, además de realizar una tarea predeterminada, los botones a menudo experimentan un cambio gráfico para imitar un botón mecánico que se está presionando.
Dependiendo de la circunstancia, los botones pueden designarse para ser presionados solo una vez y ejecutar un comando, mientras que otros pueden usarse para recibir retroalimentación instantánea y pueden requerir que el usuario haga clic más de una vez para recibir el resultado deseado. Otros botones están diseñados para activar y desactivar el comportamiento como una casilla de verificación . Estos botones mostrarán una pista gráfica (como permanecer presionado después de soltar el mouse) para indicar el estado de la opción.
Un botón a menudo muestra información sobre herramientas cuando un usuario mueve el puntero sobre él. La información sobre herramientas sirve como documentación integrada que explica brevemente el propósito del botón.
Algunas encarnaciones muy comunes del widget de botón son:
Un botón OK para confirmar acciones y cerrar las ventanas.
Un botón Cancelar para cancelar acciones y cerrar la ventana.
Un botón Aplicar para confirmar acciones sin cerrar la ventana.
Un botón Cerrar para cerrar ventanas después de que se hayan aplicado los cambios
Los botones en la interfaz Aqua de macOS se representan generalmente como rectángulos redondeados de vidrio cristalizado. Normalmente, estos botones son de color gris claro y se vuelven azules cuando se presionan. El botón con el enfoque del teclado (seleccionable con la barra espaciadora) aparece con un brillo azul que lo rodea. El botón predeterminado en una ventana activa (seleccionable con la tecla de retorno) anima entre un azul brillante y un azul más oscuro (el mismo color que un botón presionado).
También se utilizan, principalmente dentro de las barras de herramientas de la aplicación, rectángulos ligeramente redondeados con un aspecto metálico gris claro. Estos botones aparecen más oscuros y "empujados hacia adentro" cuando se presionan.
Los controles de administración de ventanas aparecen en la esquina superior izquierda de cada ventana. Estos botones son similares en estilo a los botones aqua estándar, pero están codificados por colores como una ayuda para la memoria. De izquierda a derecha, estos son: "Cerrar ventana", que se muestra en rojo; "Minimizar ventana", se muestra en amarillo; y "Zoom", que se muestra en verde, lo que hace que la ventana cambie de tamaño para adaptarse mejor a su contenido.

## Shell de Windows
Los botones en Microsoft Windows son generalmente rectangulares, con esquinas ligeramente redondeadas en Windows XP , Vista y 7 . En Windows 8 , los botones son rectangulares con esquinas afiladas. Un botón con enfoque activo se muestra con una línea de puntos negros justo dentro del borde del botón. Además, en las versiones más recientes, el botón predeterminado se muestra con un borde azul. En Windows Vista y Windows 7, el botón predeterminado se desvanecerá lentamente entre su apariencia normal y el borde azul. Los controles de administración de la ventana están en la esquina superior derecha de la ventana de la aplicación y, de izquierda a derecha: "minimiza" la ventana (haciendo que desaparezca en la barra de tareas en la parte inferior de la pantalla); maximizar la ventana (haciendo que se expanda para cubrir toda la pantalla; si la ventana ya está maximizada, el botón la restaurará a su tamaño y posición anteriores); y cierra la ventana.

## Linux y otros sistemas similares a Unix
La apariencia y el comportamiento de los botones en Linux y otros sistemas operativos similares a Unix se definen principalmente por qué kit de herramientas para widgets se está utilizando, el más popular es GTK + y Qt , aunque también se usan otros kits de herramientas. El uso de múltiples kits de herramientas puede llevar a una apariencia y sensación menos uniforme en todas las aplicaciones. La mayoría de los kits de herramientas de widgets también tienen capacidades temáticas, por lo que no existe una apariencia estándar única, como ocurre con Mac OS y Windows.

## HTML
Los botones aparecen como elementos de formularios HTML para llevar a cabo acciones tales como borrar las entradas del usuario o enviar el contenido del formulario al servidor. Los botones especificados en HTML pueden ser representados por los navegadores web de diferentes maneras, generalmente usando la apariencia nativa del botón del sistema operativo subyacente, o usando una definición de botón desde el navegador. Los botones también pueden ser diseñados por el desarrollador del sitio web en el que aparece el formulario mediante el uso de hojas de estilo en cascada .
Los enlaces HTML a veces se representan mediante un gráfico que se parece mucho a un botón. A veces, este tipo de enlace se utiliza en los anuncios para inducir al usuario a hacer clic en el anuncio y visitar el sitio del anunciante.